# Poppaea Sabina
Poppaea Sabina även kallad Ollia, född 30 e.Kr., död 65 e.Kr., var en romersk kejsarinna, andra hustru till kejsar Nero.

## Biografi
Poppaea Sabina var dotter till quaestor Titus Ollius och Poppaea Sabina den äldre. Hon gifte sig första gången år 44 med Rufrius Crispinus, med vilken hon fick en son med samma namn. Hon skilde sig från Rufrius Crispinus och gifte om sig med Otho, genom vilken hon lärde känna Nero. Hon var gift med Otho (senare en av "revolutionskejsarna"), blev under äktenskapet älskarinna åt kejsar Nero, och efter att denne skilt sig från Octavia år 62 blev hon hans hustru. Hon hade då själv skilt sig från Otho vid okänt datum, troligen år 58 eller 59, varpå Nero hade sänt bort Otho från Rom.
Tacitus påstår att Poppaea övertalade Nero att mörda sin mor Agrippina år 59 för att göra det möjligt för Poppaea att gifta sig med Nero. Det finns dock ingenting som tyder på detta. Däremot ska Poppaea Sabina ha övertalat Nero att förvisa, skilja sig från och slutligen låta mörda sin första hustru Claudia Octavia. Nero hade inte fått några barn med sin första hustru, och då Poppaea Sabina blev gravid lät han skilja sig från och förvisa sin första hustru och gifta sig med Poppaea. När Poppaea Sabina födde dottern Claudia Augusta (januari - maj 63) gav Nero både sin hustru och dotter titeln Augusta (kejsarinna).

### Kejsarinna
Tacitus och Suetonius har skildrat Poppaea som intrigant och utan skrupler. Josefus hävdar att hon övertalade Nero att ta det judiska prästerskapets sida i en konflikt med Agrippa II. Hon övertalade Nero att utnämna Gessius Florus till prokurator i Judeen.
Poppaea Sabina dog då hon var gravid, enligt flera klassiska författare till följd av att Nero hade sparkat henne i magen. Tacitus uppger att Nero sparkade henne i magen på grund av ett slumpmässigt utbrott utan klar orsak, och avvisar ryktena om att hon blev förgiftad. Suetonius hävdar att orsaken till Neros spark var ilska över att Poppaea hade grälat på honom för hans slöseri. Cassius Dio beskriver sparken men uppger att than inte visste om den var avsiktlig eller en olyckshändelse.
Moderna historiker har dock påpekat att Tacitus, Suetonius och Cassius Dio alla var Neros fiender och deras uppgifter är partiska, och att Poppaea Sabina kan ha avlidit i barnsäng eller komplikationer från ett missfall utan att ha blivit misshandlad av Nero. Nero ska ha sörjt henne djupt, brände ett helt års förråd av arabisk rökelse vid hennes statsbegravning, och hennes död skildrades som att hon gav ett långt farväl till Nero innan hon reste till himlen i en vagn styrd av en gudinna och blev gudaförklarad.

## Eftermäle
Operan L'incoronazione di Poppea av Claudio Monteverdi är inspirerad av hennes liv.

## Galleri

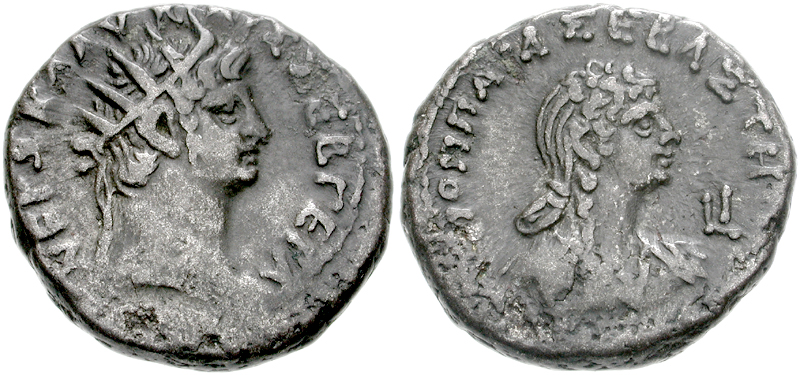
Mynt med bilder av Nero och Poppaea Sabina
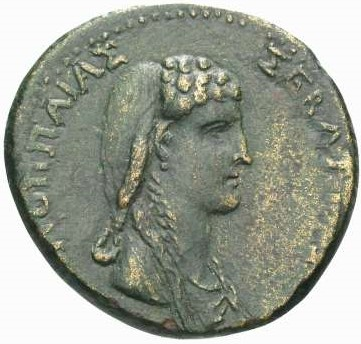
Poppaea Sabina
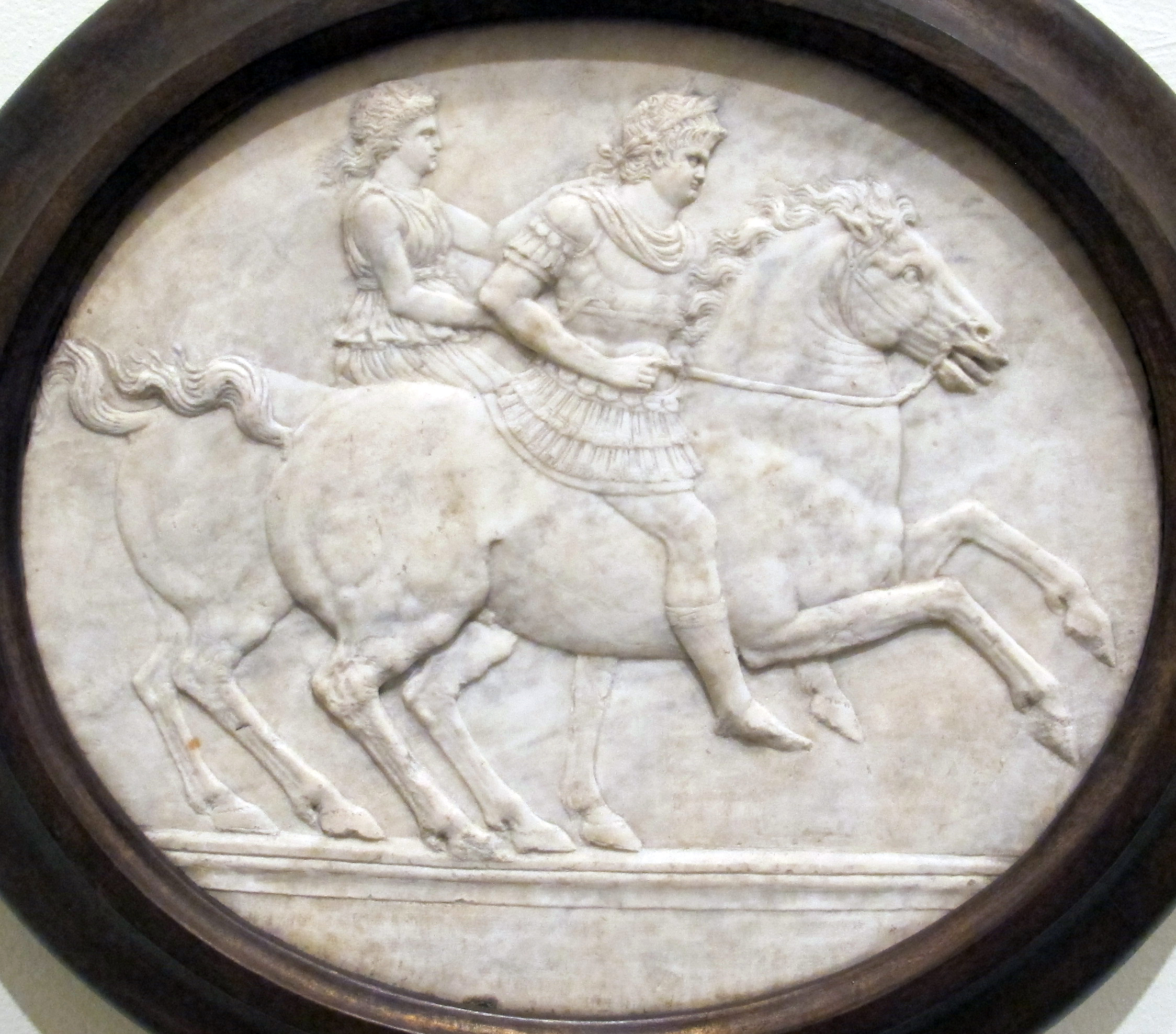
Isaia da pisa, nerone e poppea a cavallo, 1458-60 (roma-napoli) 02
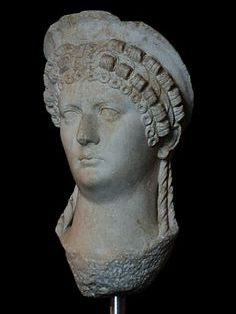
Poppaea Sabina (cropped)
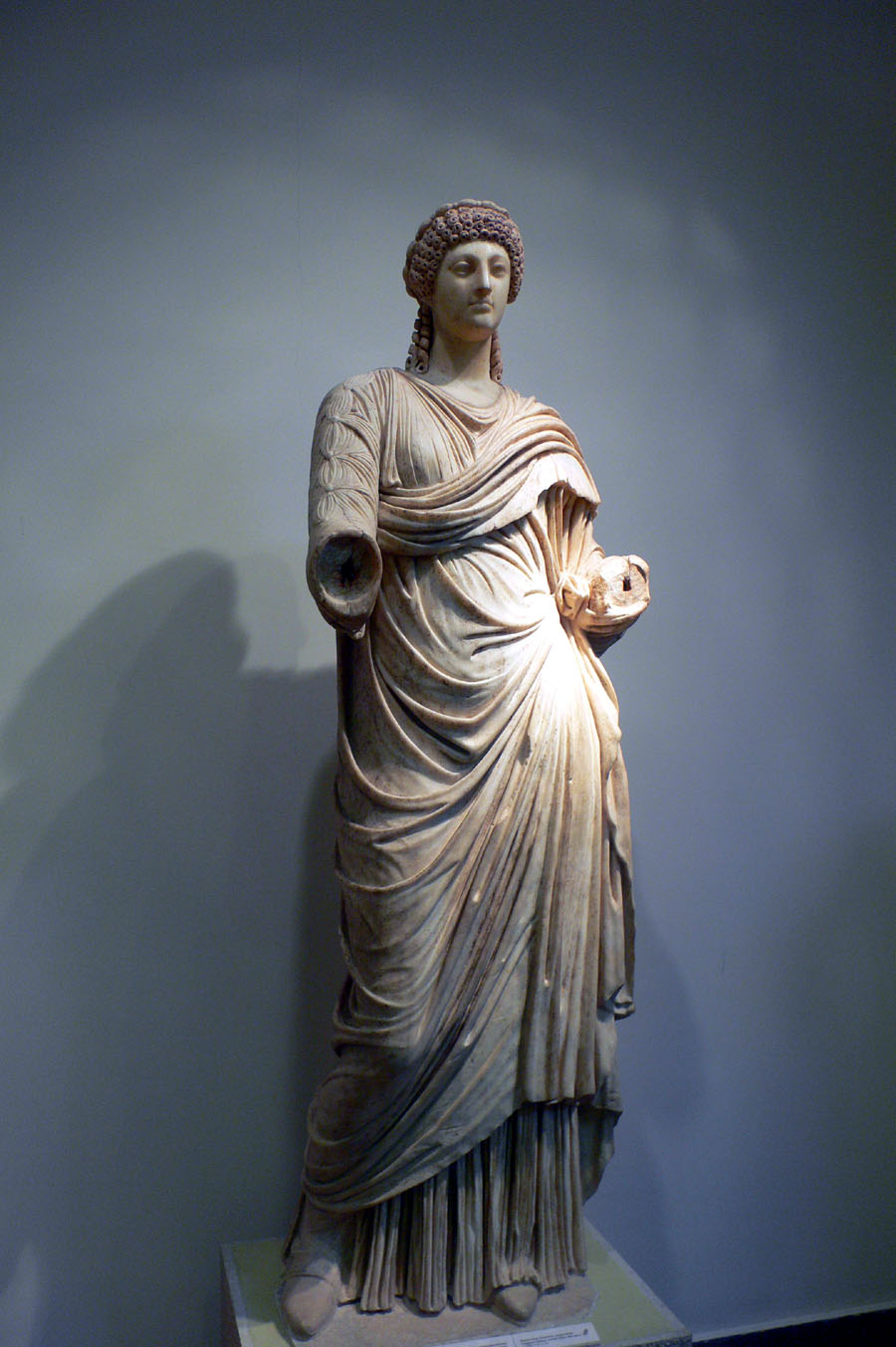
Poppaea Olimpia